# Конрад Тюринзький
Конрад Тюринзький (нім. Konrad von Thüringen) — 5-й великий магістр Тевтонського ордену з 1239 по 1240 рік.
Відомий також під ім'ям Конрад Распе (нім. Konrad Raspe).

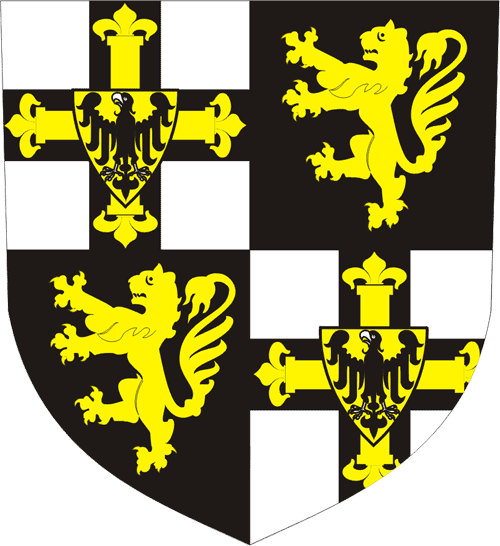
Герб великого магістра Конрада Тюринзького

Народився близько 1206 року в сім'ї ландграфа Тюрингії Германа I та Софії, дочки баварського герцога Оттона I. Був молодшим сином в сім'ї. Його старший брат Людвіг був одружений з Єлизаветою Угорською. Після смерті Людвіга від чуми під час Шостого хрестового походу інший брат, Генріх Распе став регентом малолітнього сина Людвіга, Германа II. Конрад, як молодший брат регента, став графом Гуденсберга — гессенських володінь Людовингів. Перебував на цій посаді з 1231 по 1234 роки.
У листопаді 1234 року Конрад склав з себе титул графа та вступив до Тевтонського ордену. Наступного року він супроводжував посольство, яке доставило курії протоколи процесу канонізації Єлизавети Угорської, та, ймовірно, залишався в безпосередньому оточенні папи до її  канонізації у 1235 році.
Навесні 1239 року, після смерті Германа фон Зальца, імовірно, внаслідок близькості дому Людовингів до курії та корони, Конрад був обраний Великим магістром Тевтонського ордену. Як лицар Тевтонського ордену, Конрад провадив державну політику ордену в інтересах Людовингів та зміцнення Тюрингії. 1 червня 1239 року в Егері він приєднався до групи, яку створили його брат Генріх Распе, король Конрад IV, архієпископ Зігфрід та маркраф Генріх III, щоб сприяти зближенню імператора Фрідріха II та Папи. Влітку 1240 року Конрад вирушив до Італії, де захворів та 24 червня помер у Римі. Його тіло було доставлене до Марбурга, де було поховане в церкві Святої Єлизавети.

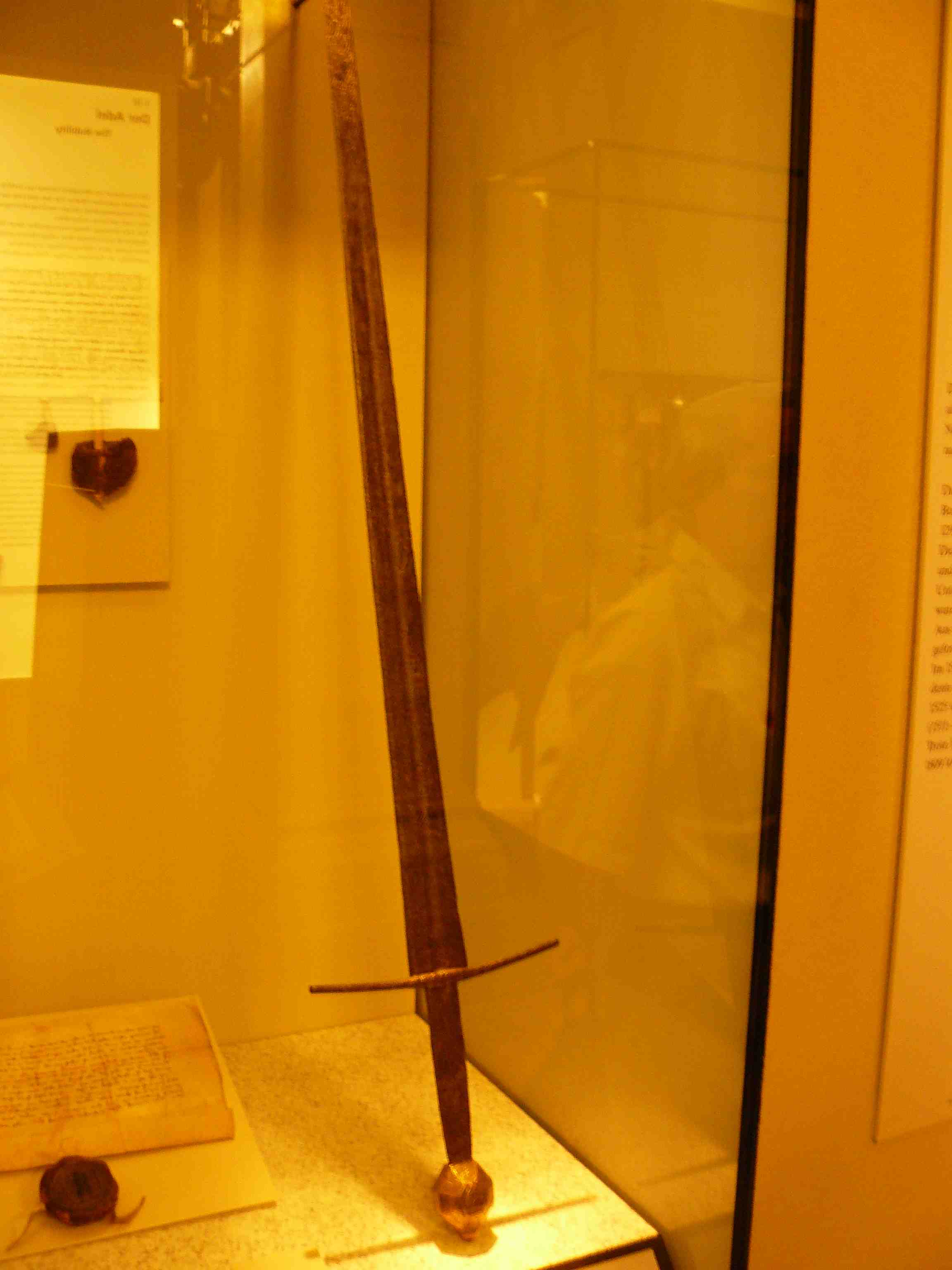
Меч Конрада Тюринзького
Німецький історичний музей, Берлін